# 九年战争 (爱尔兰)

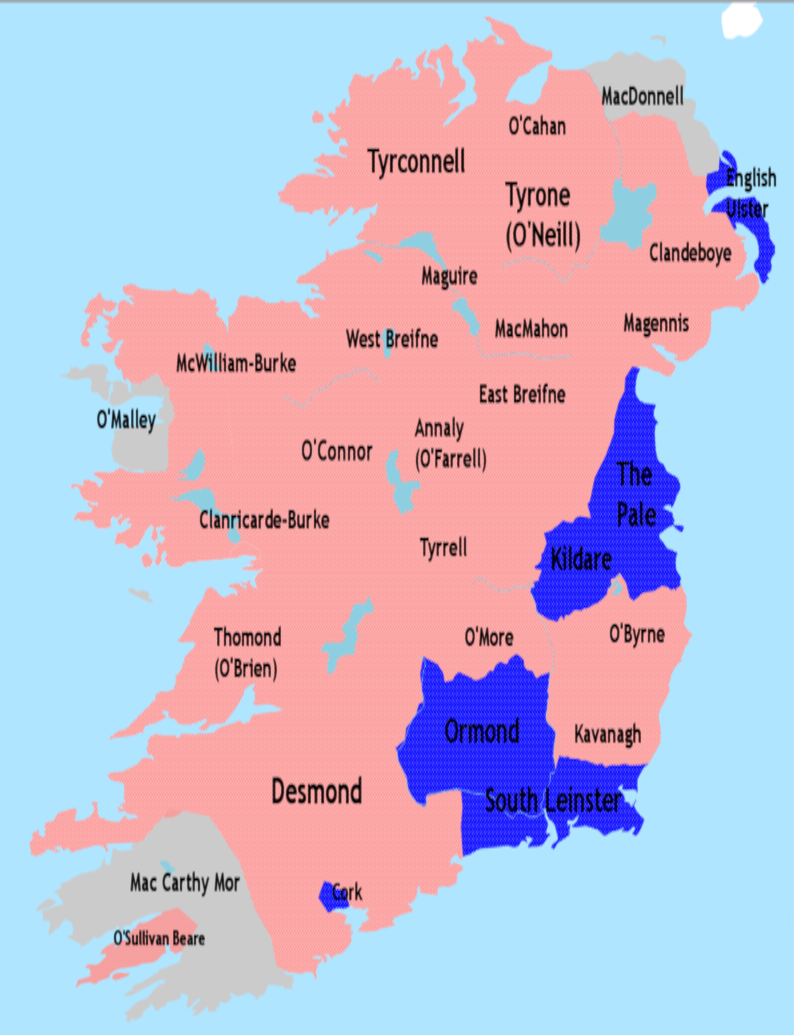
1600年的愛爾蘭地圖，顯示愛爾蘭聯盟在鼎盛時期（紅色）以及英格蘭人的控制範圍（藍色）

九年战争是1593年至1603年在爱尔兰爆发的战争，作战双方为由休·奥尼尔和蒂罗内尔的休·罗·奥多内尔领导的爱尔兰联盟 ）与英格兰在爱尔兰建立的政权，属都铎王朝征服爱尔兰战争的一部分。战争遍及爱尔兰全国，但主要战场为北部的阿尔斯特省。爱尔兰同盟在战争初期赢得了一些重要胜利，但1601年起英格兰人赢得了对该联盟及其西班牙盟友的决定性胜利。1603年《梅利丰条约》的签署标志着战争结束。